# یواس‌اس ال‌اس‌تی-۹۸۶
یواس‌اس ال‌اس‌تی-۹۸۶ (به انگلیسی: USS LST-986) یک کشتی بود که طول آن ۳۲۸ فوت (۱۰۰ متر) بود. این کشتی در سال ۱۹۴۴ ساخته شد.